# Tappancsmesék
A Tappancsmesék (eredeti cím: La famille Passiflore) 2001-től 2008-ig vetített francia–kanadai–luxemburgi televíziós rajzfilmsorozat, amelynek az alkotói Loic Jouannigot és Huriet Jouannigot, a forgatókönyvírója Valérie Baranski, a rendezője, a zeneszerzője Daniel Scott, a producere Patricia Robert. Korábban könyvsorozat is készült belőle. Összesen 4 könyv jelent meg, amelyet 1987-ben Geneviéve Huriet, és Loic Jouannigot írt, Magyarországon 1993-ban az Officina Nova könyvkiadó adta ki magyarul. Később tévéfilmsorozat is készült belőle, 2001-ben 4 rész, amelyet először a Duna TV vetített, utána a Minimax sugárzott, majd 2004-ben 22 rész, amelyet a Minimax mutatott be, aztán 2007-ben 26 rész, amelyet szintén a Minimax adott le, az M2 pedig mind az 52 részt műsorra tűzte. Franciaországban a TF1 tűzte műsorára. Műfaját tekintve filmvígjáték-sorozat.

## Ismertető
Tappancs öt kis boldog nyuszi papája. Öt kis nyuszija mindig valamilyen bajba keveredik. Nyuszicsaládjával együtt egy gyönyörű zöld domboldal tövében laknak. A kíváncsiskodó szemektől jól elzárva, van otthonuk. A tappancsgyerekek édesanyját egyszer lelőtte a vadász, azóta egy idős asszony, Róza néni vigyáz rájuk.

## Szereplők
- Tappancs papa / Tappancs / Rezső papa – A tappancsgyerekek apja. Jól neveli gyerekeit.
- Róza néni / Rózsa néni – A tappancsgyerekek nevelője. Egy néni, aki Tappanccsal együtt él és a gyerekeire vigyázz, mióta anyjuk a vörös szemű fehér nyulak közt járt és a vadász lelőtte.
- Tódor nagyapó / Teo nagypapa – A tappancsgyerekek nagypapája. A könyvsorozat első részében látható, majd a második tévésorozatban is pár részben megjelenik.
- Leó nagy-nagybácsi – Tódor testvére. A könyvsorozat harmadik részében látható.
- Pircsi / Viola / ? (Violet) – Lánygyerek. A második legidősebb. Egy kis fenegyerek. Az egyetlen lánygyerek a családban. A könyvekben az utóneve Pircsi, a tévésorozatokban Viola.
- Rozmaring (Poppy) – Fiú gyerek. A legidősebbik. Bimbózó intellektuel. Az utóneve a Rozmarin eredeti alakváltozata. Eredetileg lánynevet kapott.
- Tappancs Tomi / Karakány / Pamacs / Kolokán (Mistletoe) – Fiú gyerek. Atléta. A harmadik legidősebb gyerek. Jellemében karakán. A könyvekben az utóneve Tomi, az első tévésorozatban Karakány és a második tévésorozatban Kolokán, amelyek eredetileg csak virágnevek és szinonimák.
- Tappancs Csöpi / Csiperke (Periwinkle) – Fiúgyerek. A negyedik legidősebb. A félénkség megtestesítője. A könyvekben az utóneve Csöpi, amely a Cseperke név becézője, a tévésorozatokban Csiperke, amely a Cseperke eredeti alakváltozata. Eredetileg lánynevet kapott.
- Tappancs Dani / Pitypang / Kankalin (Dandelion) – Fiúgyerek, a legfiatalabbik a nyuszigyerekek közül. Gyakori változó jellemei, hogy rosszalkodós, lusta, csendes, elzárt, szerény, értetlen, félős, válogatós. Egyben a legelkényeztetettebb közöttük, mellesleg egy tehetséges kis kertész. A könyvekben az utóneve Dani, amely a Dániel becézése. Az első tévésorozatban Pitypang a neve (a francia Dandelion magyar megfelelője), és a második tévésorozatban Kankalin, amelyek eredetileg csak virágok nevei.
- Nyuszkó – Dandelion plüssnyuszija, akit szorongat és alszik vele.
- Teknőc Sára / Gertrúd néni – A tappancsok teknőcellensége. A könyvek első részében Dandelion kertjében kárt tesz, a rajzfilmek második sorozatának első részében csokit visz el.
- Csacskakacsabrigád – A déli vadkacsagyerekek, tappancsok ellenségei. A tappancsokkal sárosan csatáznak.

## Magyar hangok
| Szereplő                                    | 1. évad                             | 2. évad                       | 3. évad            |
| ------------------------------------------- | ----------------------------------- | ----------------------------- | ------------------ |
| Tappancs papa / Tappancs / Rezső papa       | Barbinek Péter (1. szinkron)        | Kassai Károly (1. szinkron)   | Barbinek Péter     |
| Tappancs papa / Tappancs / Rezső papa       | Gubányi György István (2. szinkron) |                               | Barbinek Péter     |
| Róza néni / Rózsa néni                      | Menszátor Magdolna (1. szinkron)    | Szabó Éva (1. szinkron)       | Menszátor Magdolna |
| Róza néni / Rózsa néni                      | Grúber Zita (2. szinkron)           |                               | Menszátor Magdolna |
| Pircsi / Viola / ?                          | Szabó Luca (1. szinkron)            | Roatis Andrea (1. szinkron)   | Győrfi Laura       |
| Pircsi / Viola / ?                          | Csuha Bori (2. szinkron)            |                               | Győrfi Laura       |
| Rozmaring                                   | Baradlay Viktor (1. szinkron)       | Markovics Tamás (1. szinkron) | Berkes Bence       |
| Rozmaring                                   | Bogdán Gergő (2. szinkron)          |                               | Berkes Bence       |
| Tappancs Tomi / Karakány / Pamacs / Kolokán | Győrfi Laura (1. szinkron)          | Csőre Gábor (1. szinkron)     | Berkes Boglárka    |
| Tappancs Tomi / Karakány / Pamacs / Kolokán | Szalay Csongor (2. szinkron)        |                               | Berkes Boglárka    |
| Tappancs Csöpi / Csiperke                   | Domokos Richárd (1. szinkron)       | Szokol Péter (1. szinkron)    | Lamboni Anna       |
| Tappancs Csöpi / Csiperke                   | Joó Gábor (2. szinkron)             |                               | Lamboni Anna       |
| Tappancs Dani / Pitypang / Kankalin         | Szalay Gyöngyvér (1. szinkron)      | Kossuth Gábor (1. szinkron)   | Szabó Luca         |
| Tappancs Dani / Pitypang / Kankalin         | Szabó Zselyke (2. szinkron)         |                               | Szabó Luca         |
| Tódor nagyapó / Teo nagypapa                | Dobránszky Zoltán (1. szinkron)     | –                             | Cs. Németh Lajos   |
| Tódor nagyapó / Teo nagypapa                | ? (2. szinkron)                     |                               | Cs. Németh Lajos   |
| Morgó                                       | ifj. Jászai László (1. szinkron)    | –                             | Beratin Gábor      |
| Morgó                                       | ? (2. szinkron)                     |                               | Beratin Gábor      |
| Szarka                                      | Tóth Judit (1. szinkron)            | –                             | Szabó Gertrúd      |
| Szarka                                      | ? (2. szinkron)                     |                               | Szabó Gertrúd      |
| Pimpernel                                   | –                                   | ? (1. szinkron)               | ?                  |
| Pimpernel                                   | Dömök Edina (2. szinkron)           |                               | ?                  |
| Bagoly polgármesterné                       | –                                   | –                             | Gruiz Anikó        |
| Bagoly polgármesterné                       | –                                   | ? (2. szinkron)               | Gruiz Anikó        |

- További magyar hangok (1. évad, 1. szinkronjában): Antal László, Fehér Péter, Fekete Zoltán, Imre István, Karácsonyi Zoltán, Némedi Mari, Pálfai Péter, Szórádi Erika, Vennes Emmy
- További magyar hangok (1. évad, 2. szinkronjában): ?
- További magyar hangok (2. évad, 1. szinkronjában): ?
- További magyar hangok (2. évad, 2. szinkronjában): ?
- További magyar hangok (3. évadban): Albert Gábor, Bodrogi Attila, Csuha Lajos, Előd Álmos, Farkas Zita, Forgács Gábor, Gubányi György István, Halász Aranka, Kajtár Róbert, Kapácsy Miklós, Katona Zoltán, Kelemen Kata, Laudon Andrea, Orosz István, Péter Richárd, Pusztaszeri Kornél (Borz), Renácz Zoltán, Seszták Szabolcs, Solecki Janka, Szabó Zselyke, Uri István

## Epizódok
I. Könyvsorozat (1987)
1. Tappancs Dani kertecskéje
2. Tappancs Csöpi első bálja
3. Róza néni és az országúti rém / Róza néni és a nyuszifalórém
4. Rozmaring, a balett-táncos

II. Tévésorozat (2001–2008)

### 1. évad (2001)
1. A költözés (Le déménagement)
2. A karnevál / A farsangi bál (Carnaval)
3. Hurrá, csúszunk! / Csúszka-nap (Vive la glisse)
4. Hőlégballonnal / Légi kaland (En ballon)

### 2. évad (2004)
1. Róza néni hőstette / Rózsa néni hőstette (L'exploit de tante Zinia)
2. Nyomozó nyulak / A nyomozás (Les Passiflore mènent l'enquête)
3. Túlsütött fánk / Flambírozott fánk (Les beignets flambés)
4. Karácsonyi történet / Karácsonyi utazás (Noël chez les Passiflore)
5. Tappancs Dani kertecskéje / Pitypang kertje (Le jardin de Dentdelion)
6. Tappancs papa találmánya / Rezső papa találmánya (L'invention d'Onésime)
7. A félelmetes kazuár (L'ogre Kazoar)
8. A zene fontos dolog (En avant la musique)
9. Tappancs Csöpi első bálja / Csiperke első bálja (Le premier bal d'Agaric)
10. Pitypang és a kis mormota (Dentdelion et le bébé marmotte)
11. A boldogság záloga (La clé du bonheur)
12. Piruett reflektorfényben (Pirouette sous les feux de la rampe)
13. Szerelem a Kökény-dombon (Coup de foudre aux Airelles)
14. Utazás a szellemek földjén (Au pays des fantômes)
15. Pitypang, a filmsztár (Dentdelion fait son cinéma)
16. Csiperke és a varázsló (Agaric et le sorcier)
17. A Kökény-domb szörnye (Le pacte du lac)
18. Rezső papa titka (Le secret d'Onésime)
19. Éljen a vakáció (Vive les vacances)
20. Szelíd biciklisták / A kis zsenik (Chez les petits savants)
21. Hova tűnt a forrás vize? (Au cœur de la source?)
22. A dada (Sacrée Nounou)

### 3. évad (2007)
1. A csokitolvaj
2. Tündérviola
3. A világítótorony
4. Kincsvadászat
5. A meteorit
6. Álomvakáció
7. A tyúkpódium
8. A tengerparton
9. A szerelem illata
10. A gólyamese
11. A kalózkirálynő
12. Rozmaring hegedűje
13. A gleccser-expedíció
14. Vihar a fekete áfonya hegyen
15. Archie és társai
16. Feltalálók
17. A nagyon puhák
18. Mindenki egyetért egy mindenkiért
19. Róza néni étterme
20. A nyuloszaurusz
21. A kiválasztott
22. Rómeó és Viola
23. Körhinta
24. Nyuszkó világgá megy
25. A holdkő
26. Drága Fabiola